# رقص هولا

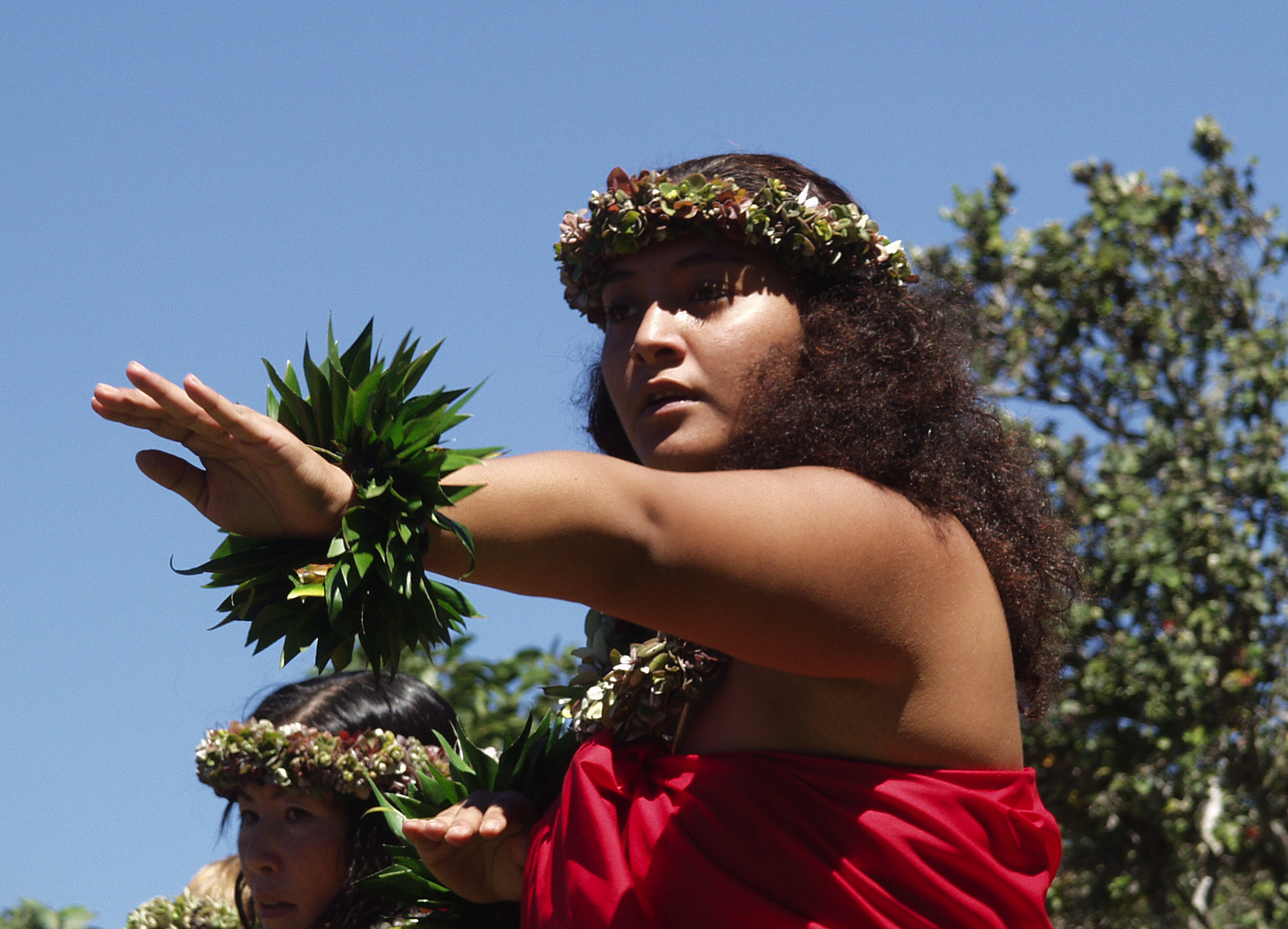
اجرای رقص هولا در هاوایی

هولا(به انگلیسی HULA) یکی از رقصهای نواحی پولی نزی و خصوصاً هاوایی می‌باشد. این نوع رقص به همراهی آواز محلی (mele) یا ساز (oli) اجرا می‌شود و به‌گونه ای، به نمایش درآوردن همان سرود و آواز در حال اجرا می‌باشد. لباس مخصوص اجراکننده رقص در ابتدای زایش این رقص یعنی قرن نوزدهم، به صورت یک دامن کوتاه و بالاتنه عریان بوده ولی به‌تدریج رقصنده‌ها از پوششهای پارچه سبک یا تنها سینه بند استفاده نمودند. در حال حاضر در هاوایی، این هنر دارای مدارس و آموزنده‌های ویژه خود می‌باشد.